# Liste der Ehrenbürger von Pfaffenhofen an der Ilm
Die Stadt Pfaffenhofen an der Ilm hat seit 1836 15 Personen das Ehrenbürgerrecht verliehen.
Hinweis: Die Auflistung erfolgt chronologisch nach Datum der Zuerkennung.

## Die Ehrenbürger der Stadt Pfaffenhofen an der Ilm
1. Georg Stadler (* 24. April 1791 in Tiefenbach, zugehörig zum Landgericht Passau; † in München)
Königlicher Unteraufschläger
Verleihung am 12. März 1863
Herr Stadler erhielt die Ehrenbürgerwürde für seine anerkennenswerte Verdienste bei der Unterstützung der Armen und bei der Brandbekämpfung(alle Angaben[1])
2. P. Joseph Leiprecht SJ (* in Lindenhof Gemeinde Einthürnen in Württemberg)
Priester
Verleihung am 8. September 1872
Leipricht erhielt die Ehrenbürgerschaft in dankbarer Erinnerung an seine Vorträge in der Adventszeit des Jahres 1871 (alle Angaben[2])
3. Johann Baptist Häuslmayr (* 24. Juni 1808 in Schambach bei Straubing; † 6. März 1889 in Pfaffenhofen an der Ilm)
Promovierter Philosoph und Mediziner, Magister der Freien Künste, Königlicher Bezirksarzt I. Klasse
Verleihung am 24. Juni 1888
Häuslmayr wurde aus Anlass seines 80. Geburtstages für die großen, vielen und außerordentlichen Verdienste als Bezirksarzt, sowie für seine Bürgerfreundlichkeit und seine Anhänglichkeit an die Gemeinde ausgezeichnet.
4. Anna Kittenbacher (* 16. September 1808 in Kempten (Allgäu); † 11. November 1895 in Pfaffenhofen an der Ilm)
Frau des Mesners der Stadtpfarrkirche
Verleihung am 16. September 1888
Kittenbacher gründete 1871 die Kleinkinderbewahranstalt der Stadt. Anlässlich ihres 80. Geburtstages wurde sie für ihre Verdienste zur Ehrenbürgerin ernannt.
5. Karl Brembs (* 13. Mai 1840 in Röthlein; † 17. Oktober 1915 in München)
Oberlehrer
Verleihung am 1. Mai 1899
Brembs war von etwa 1874 an 36 Jahre lang an der Knabenschule in Pfaffenhofen als Lehrer tätig. Ausgezeichnet wurde er anlässlich seines 25-jährigen Dienstjubiläums.
6. Christian Rubenbauer (* 17. April 1847 in München; † 1931)
Hauptlehrer
Verleihung am 13. Juli 1901
Er wirkte von 1876 bis 1912 als Hauptlehrer in Pfaffenhofen. Die Verleihung erfolgte anlässlich seines 25-jährigen Dienstjubiläums.
7. Georg Daffinger (* 3. Dezember 1855 in Pfaffenhofen an der Ilm; † 2. September 1917 in Pfaffenhofen an der Ilm)
Weißgerbermeister
Verleihung am 26. Januar 1916[3]
8. Johann Amberger (* 24. März 1855 in Pfaffenhofen an der Ilm; † 23. April 1924 in Pfaffenhofen an der Ilm)
Brauereibesitzer, Bürgermeister
Verleihung am 19. Mai 1919
Von 1893 bis 1911 gehörte Amberger dem Kollegium der Gemeindebevollmächtigten an. 1912 wurde er zum Bürgermeister der Stadt gewählt und blieb bis 1919 im Amt.
9. Sebastian Urban (* 21. Dezember 1852 in Pfaffenhofen an der Ilm; † 24. März 1930 in Pfaffenhofen an der Ilm)
Brauereibesitzer, Kommunalkassier
Verleihung am 19. Mai 1919
Urban war ab 1893 Mitglied des Kollegiums der Gemeindebevollmächtigten und von 1900 bis 1919 Magistratsrat. In dieser Zeit diente er 20 Jahre lang als Kommunalkassier.
10. Ludwig Kohnle (* 14. Februar 1856 in Donauwörth; † 21. September 1930 in Pfronten)
Stadtpfarrer
Verleihung am 24. Januar 1926
Kohnle wirkte von 1913 bis 1929 als Stadtpfarrer in Pfaffenhofen. Wegen seiner großen Verdienste um die Stadtgemeinde und bei der Erweiterung der Stadtpfarrkirche sowie aufgrund seiner Wohltätigkeit wurde Kohnle zum Ehrenbürger ernannt.
11. Georg Grabmeir (* 21. April 1870 in Frickendorf; † 3. März 1944 in Pfaffenhofen an der Ilm)
Glasermeister
Verleihung im Juli 1933
Die Verleihung erfolgte für seine Verdienste als Stadtrat und Bürgermeister (alle Angaben[4])
12. Joseph Lutz (* 8. Februar 1867 in Oberammergau; † 3. Februar 1958 in Pfaffenhofen an der Ilm)
Lehrer und Schulrat
Verleihung am 8. Februar 1957
Die Verleihung erfolgte anlässlich seines 90. Geburtstages.
13. Joseph Maria Lutz (* 5. Mai 1893 in Pfaffenhofen an der Ilm; † 30. August 1972 in München)
Dichter und Schriftsteller
Verleihung am 8. Februar 1968
Von Lutz stammen zahlreiche Romane, Gedichte und bayerische Volksstücke, darunter eine Adaption des Brandner Kaspar. Ausgezeichnet wurde er anlässlich seines 75. Geburtstages.
14. Jakob Sanwald (* 5. Februar 1899 in Bergzabern; † 23. September 1985 in Pfaffenhofen an der Ilm)
Verwaltungsbeamter, Bürgermeister
Verleihung am 25. Mai 1972
Sanwald diente von 1956 bis 1972 als Bürgermeister von Pfaffenhofen. Bei seinem Ausscheiden aus dem Amt bekam er wegen seiner großen Verdienste um die Stadt die Ehrenbürgerschaft verliehen.
15. Hans Eisenmann (* 15. April 1923 in Ampertshausen; † 31. August 1987 in München)
Staatsminister
Verleihung am 15. April 1983
Eisenmann war zunächst Direktor des Landwirtschaftsamtes und von 1958 bis 1969 Landrat des Landkreises Pfaffenhofen an der Ilm. Er gehörte 37 Jahre lang dem Bayerischen Landtag an und war von 1969 bis zu seinem Tod Bayerischer Staatsminister für Landwirtschaft und Forsten. In dankbarer Anerkennung seiner außerordentlichen Verdienste wurde er anlässlich seines 60. Geburtstages zum Ehrenbürger ernannt.
16. Heinrich Streidl (* 2. April 1909 in Wambach bei Erding; † 25. April 1989 in Pfaffenhofen an der Ilm)
Hauptlehrer und Heimatforscher
Verleihung am 2. April 1984
Von Streidl veröffentlichte mehrere Bücher, in denen er sich mit der Geschichte der Stadt Pfaffenhofen auseinandersetzte. Anlässlich seines 75. Geburtstages wurde er mit der Ehrenbürgerschaft ausgezeichnet.
17. Anton Schranz (* 30. Januar 1918 in Reichertshofen; † 5. März 1993 in Pfaffenhofen an der Ilm)
Unternehmer, Bürgermeister
Verleihung am 30. Januar 1988
Schranz diente von 1972 bis 1984 als Bürgermeister der Stadt. Die Verleihung erfolgte anlässlich seines 70. Geburtstages in dankbarer Anerkennung seiner außerordentlichen Verdienste um die Stadt.
18. Claus Hipp (* 22. Oktober 1938 in München)
Unternehmer, Universitätsprofessor, von 1998 bis 2004: Präsident der IHK München-Oberbayern.
Verleihung am 24. Oktober 2003
In Anerkennung für besondere Verdienste um das soziale, künstlerische und wirtschaftliche Leben der Stadt Pfaffenhofen an der Ilm über Jahrzehnte hinweg wurde Hipp anlässlich seines 65. Geburtstages mit der Ehrenbürgerwürde ausgezeichnet.